# ウズベキスタンの交通

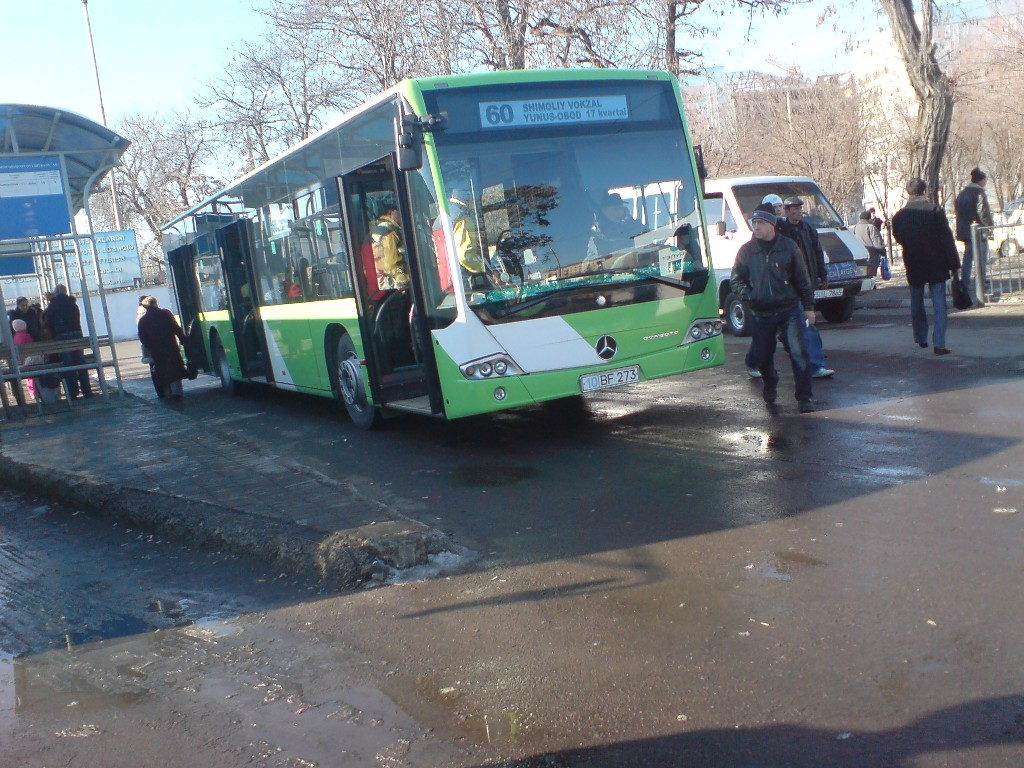
タシュケントバス

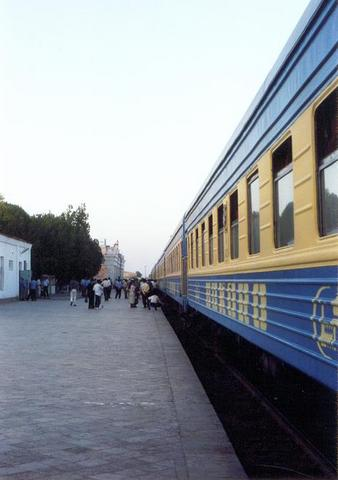
ブハラ駅の様子

ウズベキスタンの交通はソビエト連邦からの独立以降、投資額の小ささや不十分な整備のためインフラストラクチャーとしての質を落としていた。2000年代前半からは政府の投資の増加や国際基金の援助、外国からの投資もあり整備が進んでいる。ソビエト連邦時代の交通事情に関してはソビエト連邦の交通を参照のこと。

## 鉄道
ウズベキスタンの鉄道は国営企業ウズベキスタン鉄道によって運営されている。2018年時点で、ウズベキスタンの鉄道は4,642キロメートルに達している。電化区間は2017年3月時点で52％にとどまっている。

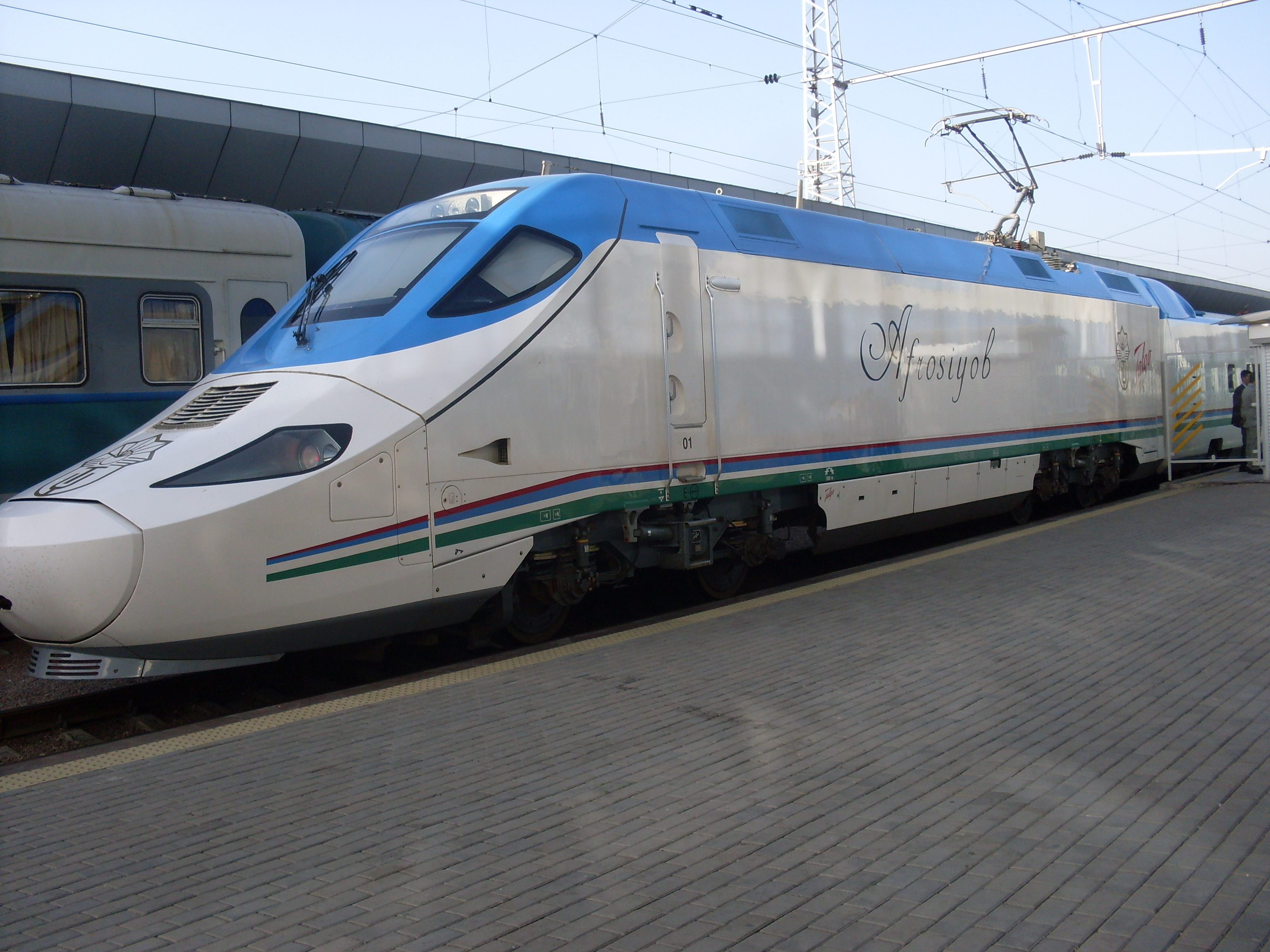
タシュケント・サマルカンド高速鉄道

主要鉄道路線はカスピ海横断鉄道の一部で、タシュケントとアムダリア川沿いの都市を結んでいる。 
2001年にナヴォイ州ウチュクドゥク–カラカルパクスタン共和国ヌクス間（700km）、2009年にカシュカダリヤ州タシグザル–スルハンダリヤ州クムクルガン間（223km）の新線が開通したことで、トルクメニスタン領内を通過して自国領に戻る区間がなくなった。2016年には中国の資金・技術援助によりタシケント州アングレンからナマンガン州パプへの工事が完工し、タジキスタンを経由する必要がなくなった。これらにより、他国を経由しない鉄道網が完成した。 
2011年10月にはタシュケントとサマルカンドを結ぶタシュケント・サマルカンド高速鉄道（アフラシャブ号）が開通した。 
国境を接するカザフスタン、キルギス、トルクメニスタン、タジキスタン、アフガニスタンと鉄道路線によって結ばれ、さらにカザフスタンを経由してモスクワ、サンクトペテルブルクなどのロシアの主要都市と鉄道で結ばれている。 
鉄道は貨物輸送手段として重要で、国内の貨物輸送量の約90%を占めている。

### 中国–キルギス–ウズベキスタン鉄道
中国・キルギス・ウズベキスタンを結ぶ鉄道のアイデアは1990年代から構想されていた。路線距離は500キロメートル程度であるが、標高2,000–3,500メートルの山岳地帯で、50ものトンネル建造が必要であることなど建設の条件は厳しいものであった。
2003年の協議では中国は鉄道を敷設する代わりに鉱山の利権を求め、キルギスに断られるという顛末があった。中国国内の路線は2013年時点でほぼ完成していたとされるが、中国とキルギスは異なる軌道幅を採用していることなどの事情もあり、キルギス国内の鉄道敷設と路線接続は進まなかった。
2018年以降進展が見られ、2022年9月、国営キルギス鉄道が2023年中にキルギス国内の路線の完成を目指すと発表した。

### タシュケント地下鉄
タシュケント地下鉄はカザフスタンにアルマトイ地下鉄が開通するまで中央アジア唯一の地下鉄であった。1912年に開業したタシュケント市電は中央アジア最古の路面電車網であったが、2016年に廃止された。  

## 道路

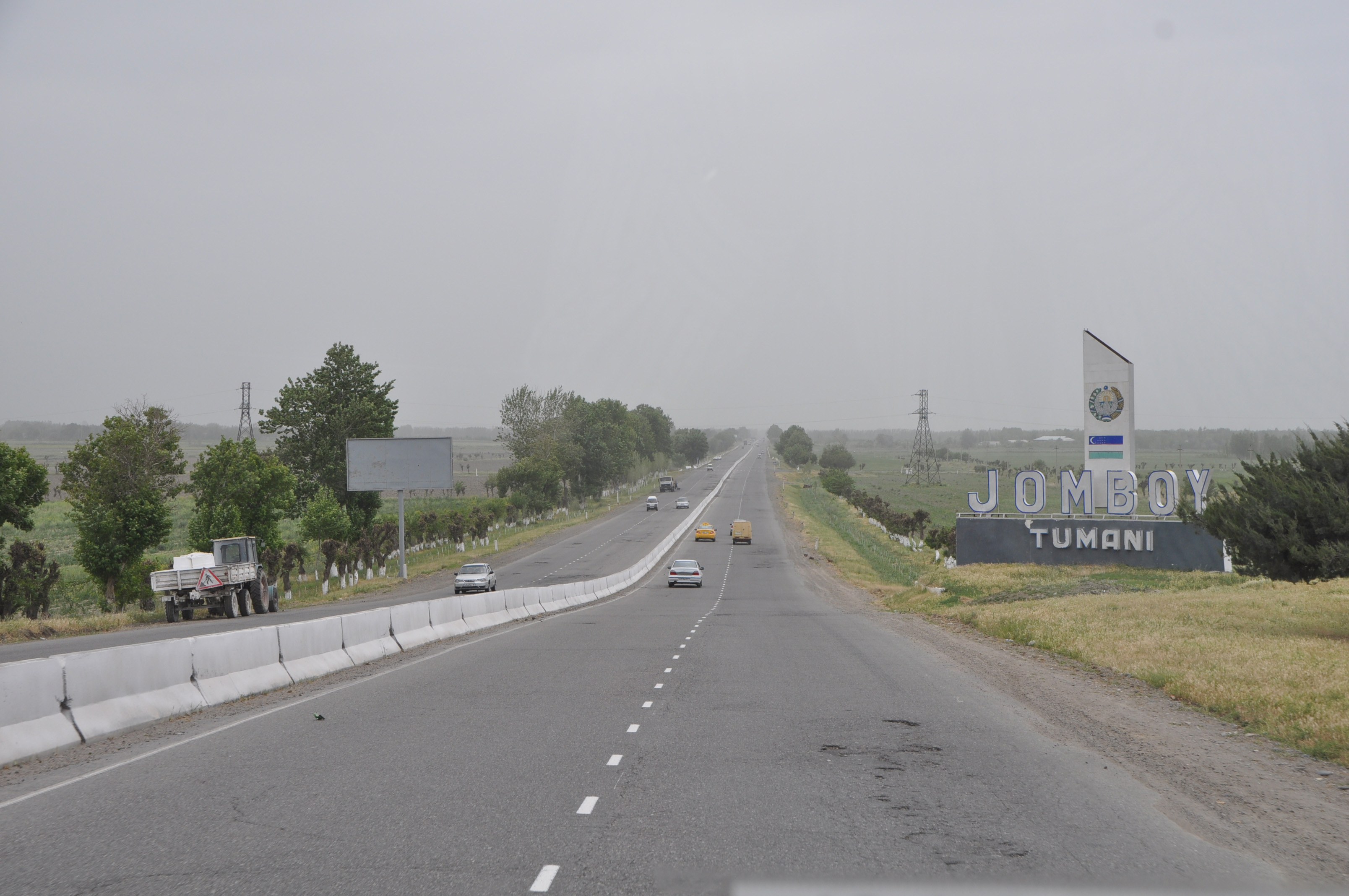
ジャムバイ近くの国道M39線（サマルカンド方面を望む）

2005年時点において、ウズベキスタンには84,400kmの道路があり、内約72,000kmが舗装道路である。ウズベキスタンの道路はソ連時代からの分類を引き継ぎ、国際的主要道路（M、A）、国道（R）、地方道（K、H）に分類されている。整備状況はその種類によって異なっており、M、Aは道路舗装が比較的良好であることが多いが、Rは地域によって大きな差がある。K、Hは未舗装区間が多い。フェルガナ州、ナマンガン州、アンディジャン州、ナヴォイ州では比較的よく整備されている。

### 主な幹線道路
- M34：タシュケント–シルダリヤ–グリスタン–ヤンギイェルを経てタジキスタンへ。領内160km。北側を走るM39がよく利用される。シルダリヤでM39と合流。M39がカザフスタン領内を通過する区間をバイパスする目的でよく利用されていた。

- M37：サマルカンド–ナヴォイ–ブハラ–アラトを経てトルクメニスタンへ。領内415km。片側2車線でよく整備されている。

- M39：カザフスタンのシムケントからタシュケント–シルダリヤ–ジザフ-サマルカンド-テルメズを経てアフガニスタンへ。領内725km。途中20kmほどの区間はカザフスタンを通過しており、10年間にわたって閉鎖されていた。2017年に通行が再開された[15]。
- M41：テルメズ–ドゥシャンベ（タジキスタン） へ。領内191km。片道1車線だが舗装状況は良好。

- A373：タシュケント–アハンガラン–アングレン–フェルガナ州コカン–アンディジャン州アンディジャンを経てキルギスへ。領内586km。ウズベキスタン中部・西部・タシケント市と東部フェルガナ盆地をつなぐ重要な幹線。2020年6月にフェルガナ、アンディジャン方面へ進むバイパスが完成し利便性が一層高まった。
- A376：コカン–タジキスタン領（カニバダム–ホジェンド）–ベカバード–ジザフへ。領内179km。2020年3月にシルダリヤ州にある貯水池が決壊し、M39に至るA373が走行不能となった際に代替ルートとして利用された。片側1車線で舗装も悪くはない。
- A377：サマルカンド–パンジケント（タジキスタン）へ。領内37km。ウズベキスタンとタジキスタンの関係改善に伴い、国境が再び開放され相互間の往来が増加している。
- A379：ナヴォイ–ウチュクドゥク。領内289km。片道1車線で舗装状態は良好。
- A380：グザル–カルシ–ブハラ–ヌクス–カザフスタン領へ。領内1,246km。ウズベキスタン国内で最も長い道路である。グザルからカルシまでの区間は片道2車線だが舗装の痛みが激しく、アスファルトの割れ、波打ちなどが目立つ。カルシ市手前では迂回道路が建設されている。ガズリ手前からカルカラパクスタン共和国南東部ミスキン手前までの約270キロ区間はアジア開発銀行の資金協力によるコンクリート舗装が施され、現在ウズベキスタンの中でも最も走りやすい道路となった。

### 高速道路
2006年時点において、ウズベキスタン国内の高速道路整備計画はない。2000年代前半にはアフガニスタンへの人道支援物資供与のためアメリカ合衆国の整備士がテルメズ空港付近の道路の整備を行い状況が改善された。ウズベキスタンはアジアハイウェイ参加国であり、数本の国道はアジアハイウェイとして利用されている。

## 港と水路
二重内陸国であるウズベキスタンには海に面する港はないが、アムダリヤ川が付近を流れるテルメズには河川港がある。テルメズ港は規模が小さく現代的な設備が揃っているわけではないものの、国境を接するアフガニスタンの情勢が安定化するにつれ貿易額は増加している。テルメズはアフガニスタンに人道支援物資を届ける際の玄関口として重要な役割を果たしている。
ウズベキスタンには約1,100kmの内陸水路網がある。1990年代後半より、アムダリヤ川の水量が減少したことでアムダリア川付近への観光ツアーは減少傾向にある。

## 空路

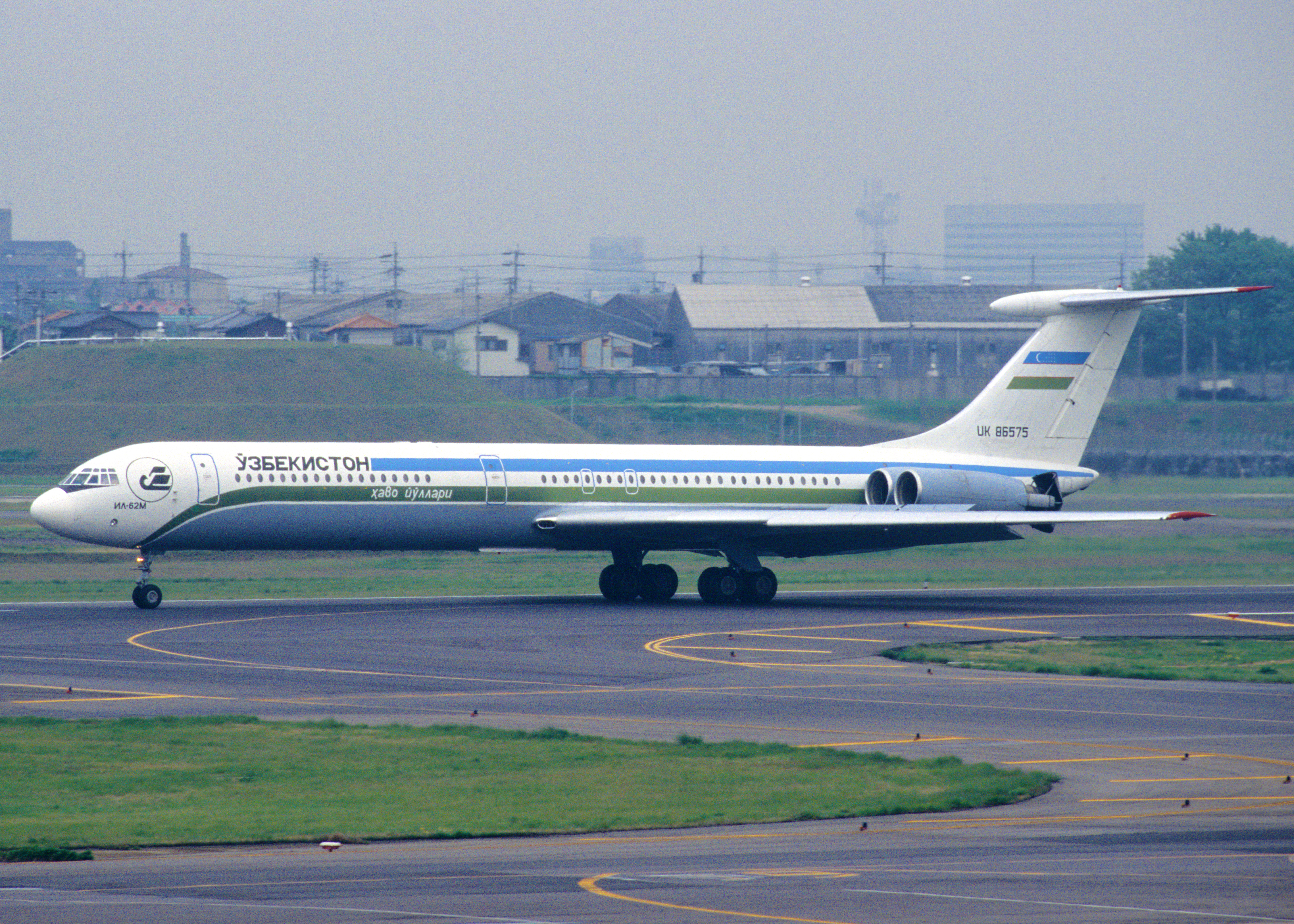
ウズベキスタン航空の機体

2006年時点において、ウズベキスタンには34の舗装路を有する空港があり、そのうち6つは3,000m以上の滑走路を有する。最長の滑走路を有するタシュケント国際空港にはアエロフロート・ロシア航空やルフトハンザドイツ航空、トランスアエロ航空、ターキッシュ エアラインズが就航しヨーロッパや中東の都市とウズベキスタンを結んでいる。また、モスクワを経由したニューヨークやロサンゼルスへの便も発着している。国際線の就航はタシュケントに集中するが、ロシアとの国際便は地方空港へ就航していることも多い。
国営のウズベキスタン航空が、タシュケント国際空港を本拠地として国内主要都市ならびに世界各国への路線を結んでいる。2022年時点で、世界各地40都市への国際線航路を就航している。日本へは成田国際空港への定期便がある。
タシュケント国際空港は旅客取扱量・貨物取扱量ともに国内最大の空港である。国際貨物輸送の拠点としても機能しているが、カザフスタンの国境に近く進入空域が狭いこと、冬期の霧発生で運行に支障をきたすなどの問題があり、ナヴォイの経済特区開発に至った。これに伴い、ナヴォイ空港が経済特区の拠点として2007年から国際空港としての改良が始められ、ターキッシュ エアラインズが貨物便を運用させるなど利用が広がっている。
2017年以降、シャフカト・ミルジヨエフ大統領によって日本や欧州ほか10数か国のビザの簡素化や免除が行われており、航空・観光産業の活性化が期待されている。